# Edward Blake

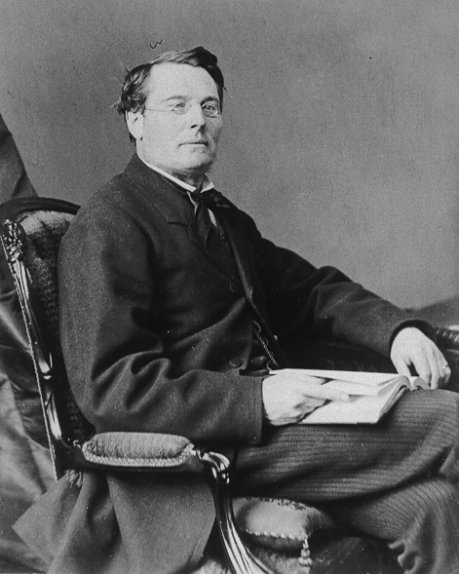
Edward Blake

Dominick Edward Blake, PC, QC (* 13. Oktober 1833 in Adelaide Township, Oberkanada; † 1. März 1912 in Toronto; überwiegend als Edward Blake bekannt) war ein kanadischer Politiker, der sowohl auf Bundes- als auch auf Provinzebene tätig war. Vom 20. Dezember 1871 bis zum 25. Oktober 1872 regierte er als Premierminister der Provinz Ontario, von 1868 bis 1872 führte er die Ontario Liberal Party an. Im Kabinett von Alexander Mackenzie war er von 1875 bis 1877 Bundesjustizminister. Von 1880 bis 1887 war er Vorsitzender der Liberalen Partei Kanadas und Oppositionsführer. Zweimal scheiterte er beim Versuch, eine Mehrheit im Unterhaus zu erringen und kanadischer Premierminister zu werden. Seine politische Karriere beschloss er als Abgeordneter des britischen House of Commons (1892 bis 1906).

## Beruf und Provinzpolitik
Blake war der Sohn von Catherine Honoria Hume und William Hume Blake. Sein 1832 aus Irland emigrierter Vater arbeitete in Toronto als Rechtsanwalt und Richter und war von 1856 bis 1863 Kanzler der University of Toronto. Edward Blake wurde von seinen Eltern unterrichtet, die Mittelschulbildung erhielt er am Upper Canada College. 1854 schloss er sein Jurastudium an der University of Toronto ab. 1856 gründete er seine eigene Anwaltskanzlei. Blake war so erfolgreich, dass er bald finanziell unabhängig war und Vorlesungen über Equity gab. Seine auf Unternehmensrecht spezialisierte Kanzlei wuchs beständig; sie existiert noch heute unter dem Namen Blake, Cassels & Graydon und gehört zu den bedeutendsten des Landes. Blake heiratete 1858 Margaret Cronyn, die Tochter des anglikanischen Bischofs der Diözese Huron.
George Brown, Gründer und Herausgeber der Zeitung The Globe, überredete Blake, in die Politik einzusteigen. 1867 war er Kandidat sowohl für einen Sitz im kanadischen Unterhaus als auch für einen Sitz in der Legislativversammlung von Ontario; bei beiden Wahlen war er erfolgreich. 1868 wurde er zum Vorsitzenden der Ontario Liberal Party gewählt. John Sandfield Macdonald, Ontarios erster Premierminister, verlor am 20. Dezember 1871 ein Misstrauensvotum, woraufhin der bisherige Oppositionsführer Blake das Amt übernahm. Als Regierungschef konnte er nur wenige Akzente setzen. Wenige Monate nach Amtsantritt trat ein Gesetz in Kraft, das Doppelmandate auf Bundes- und Provinzebene verbot. Blake entschied sich, ganz auf die Bundespolitik zu setzen. Sein Nachfolger als Premierminister wurde Oliver Mowat.

## Bundespolitik
Blake galt 1873 als aussichtsreicher Kandidat für den Posten des Vorsitzenden der Liberalen Partei Kanadas, doch lehnte er aus gesundheitlichen Gründen zugunsten von Alexander Mackenzie ab. Im selben Jahr trug er dazu bei, John Macdonalds konservative Regierung nach dem Auffliegen des Pacific-Skandals bloßzustellen und zum Rücktritt zu zwingen. In Mackenzies Übergangsregierung war Blake Minister ohne Geschäftsbereich, einen Monat nach dem Wahlsieg der Liberalen bei der Unterhauswahl im Januar 1874 trat er aus dem Kabinett aus.
Im Mai 1875 wurde Blake Justizminister. Als solcher hatte er unter anderem die Aufgabe, die ersten Richter des neu geschaffenen Obersten Gerichtshofes zu ernennen. Unter seiner Führung entstanden ein Gesetz zur Erhebung von Kriminalstatistiken und ein Gesetz über Maße und Gewichte. Blake war zunehmend überarbeitet und litt an chronischen Kopfschmerzen, weshalb er im Juni 1877 seinen Rücktritt bekanntgab. Auch das Amt des Präsidenten des Kronrates, das er anschließend bis Januar 1878 innehatte, wirkte sich negativ auf seine Gesundheit aus. Bei der Unterhauswahl 1878 verlor Blake seinen Sitz vor allem deswegen, weil er keinen aktiven Wahlkampf betrieb und mit seiner Frau eine Reise nach Europa unternahm.
Blake zog sich zwischenzeitlich ganz aus der Politik zurück und widmete sich seiner Kanzlei, sein Gesundheitszustand besserte sich wieder. Im November 1879 gewann er eine Nachwahl per Akklamation und war wieder im Unterhaus vertreten. Am 30. April 1880 wurde er nach Mackenzies Rücktritt zum Vorsitzenden der Liberalen Partei gewählt. Bei der Unterhauswahl 1882 konnte die Liberalen unter Blakes Führung zwar zehn Sitze hinzugewinnen; für einen Regierungswechsel war dies jedoch nicht ausreichend.
Erneut von Krankheitsschüben betroffen, wollte Blake kurz vor der Unterhauswahl 1887 Oliver Mowat zu seinem Nachfolger machen, der jedoch kein Interesse zeigte. Die Wahl endete wieder mit einer leicht erhöhten Mandatszahl für die Liberalen, doch die Konservativen blieben weiterhin an der Macht. Am 2. Juni 1887 trat Blake endgültig als Parteivorsitzender zurück, als Nachfolger bestimmte die Parteiversammlung Wilfrid Laurier. Neben Stéphane Dion ist Blake somit der einzige Vorsitzende der Liberalen Partei, der nie Premierminister wurde. Er blieb bis 1891 Abgeordneter des kanadischen Unterhauses, trat aber kaum noch in Erscheinung.

## Abgeordneter in Großbritannien
Im Juni 1892 erhielt Blake von der Irish Parliamentary Party das überraschende Angebot, für einen Sitz im britischen Unterhaus zu kandidieren. Er sah darin eine Chance, sich von der kanadischen Politik zu lösen und reiste umgehend nach Irland. Einen Monat später wurde er im County Longford gewählt (als Einwohner Kanadas war er britischer Staatsbürger und somit auch wahlberechtigt).
Mit Nominationen für den Obersten Gerichtshof und dem Vorsitz des Gerichtshofes von Ontario versuchte Laurier mehrmals, ihn wieder nach Kanada zu locken. Doch Blake fühlte sich seiner neuen Aufgabe verpflichtet und setzte sich besonders für die Home Rule Irlands ein. Seine Vorstellung eines irischen Nationalstaates innerhalb eines föderal strukturierten Empire fand wenig Zuspruch. Im Mai 1907 erlitt er einen Schlaganfall und war auf seiner linken Körperhälfte teilweise gelähmt. Um als Unterhausabgeordneter zurücktreten zu dürfen, bewarb er sich als Steward der Chiltern Hundreds. Dieses rein formelle Amt hatte er bis August 1907 inne und kehrte danach in seine kanadische Heimat zurück, wo er seine letzten Lebensjahre verbrachte.

## Ehrungen
Am 20. Mai 1937 ehrte die kanadische Regierung, vertreten durch den für das Historic Sites and Monuments Board of Canada zuständigen Minister, Edward Blake und erklärte ihn zu einer „Person von nationaler historischer Bedeutung“.